# Absa Group Limited
Absa Group Limited (JSE: ABSA) is een bank in Zuid-Afrika. 
De bank is ontstaan uit meerdere fusies. Van oorsprong heette de bank de Amalgamated Banks of South Africa. Daarna werd het Bankorp Group en in 1997 werden  de banken United, Volkskas, Allied en TrustBank samengevoegd tot de ABSA Group Limited.
De ABSA Group is een van de grootste banken van Zuid-Afrika en de aandelen van de ABSA Group zijn genoteerd aan de beurs JSE. Sinds 2005 heeft Barclays 56,4% in handen van de ABSA Group. 

## Organisatie
ABSA Group Limited is gestructureerd in de volgende divisies:
- ABSA Bank Limited
- ABSA Financial Services Limited
- ABSA Capital Limited
- ABSA Asset management
- ABSA Life
- ABSA Insurance Company
- ABSA Fund Managers
- ABSA Mortgage Fund Managers
- ABSA Health Care Consultants
- ABSA Secretarial Services